# Hyogonia youngi
Hyogonia youngi är en insektsart som beskrevs av Emmrich et Lauterer 1975. Hyogonia youngi ingår i släktet Hyogonia och familjen dvärgstritar. Inga underarter finns listade i Catalogue of Life.